# Banca Carige
Die Banca Carige war ein italienisches Kreditinstitut mit Sitz in Genua. Die Bank hatte ihre Wurzeln in den im 15. Jahrhundert in Genua gegründeten Monte di Pietà.
Die Banca Carige wurde nach der Übernahme durch die BPER Banca 2022 vollständig in diese eingegliedert.

## Geschichte
Als erster Vorgänger der Banca Carige wird der „Monte di Pietà di Genova“ angesehen, der 1483 durch den Franziskaner Beato Angelo da Chivasso gegründet wurde. Durch ein Dekret des Königs Karl Albert von Sardinien-Piemont wurde 1846 die  „Cassa di Risparmio di Genova“ gegründet, die die Aktivitäten des Monte di Pietà di Genova übernahm und sich geographisch weiter ausbreitete. Im Jahr 1967 kam es zur Umbenennung in „Cassa di Risparmio di Genova e Imperia“. Im Dezember 1991 wurde die Bank umstrukturiert und der Name in „Banca Carige“ geändert. Seit 1995 ist das Institut an der Borsa Italiana in Mailand notiert.
Zwischen 2014 und 2019 kumulierte die zehntgrößte Bank Italiens Verluste in Höhe von 1,5 Milliarden Euro und verschuldete sich zusehends. Im Dezember 2018 sollte die Bank durch eine Kapitalerhöhung in Höhe von 400 Millionen Euro gerettet werden, diese wurde jedoch durch einen Großaktionär blockiert. Der italienische Staat gab im Januar 2019 bekannt, Garantien für, durch das Institut ausgegebene, Anleihen zu übernehmen. Die Europäische Zentralbank stellte die Banca Carige unter Zwangsverwaltung, drei Interimsverwalter und ein Überwachungsausschuss wurden als neue Führung der Bank eingesetzt.
Ab Juni 2022 war die BPER Banca Gruppe mit rund 80 Prozent Mehrheitseigner der Banca Carige. Im November 2022 wurde die Banca Carige vollständig in die BPER Banca eingegliedert.